# Fujitaka
株式会社Fujitaka（フジタカコーポレーション）は、京都市下京区に所在する日本の企業である。自動券売機等の製造・販売等を業とする。

## 製品・事業
- 券売機
  - 券売機
  - 両替機
  - 入退場ゲート
- コインランドリー開業支援事業
- コインパーキング開業支援事業
- 喫煙ブース販売事業 - デンマーク製喫煙ブース「Smoke Point」を輸入販売。
- 店舗事業
  - 商業施設企画設計施工
  - アーケード企画設計施工
- ホスピタリティ事業
  - フラットトレイ適温配膳車 - 病院や福祉施設などで、食事をトレイにセットしたまま運搬できる車両機器。業界で唯一、フラットのトレイを採用している。
- 階段昇降機施工販売事業
- メンテナンス事業